# Авганистан на Летњим олимпијским играма 1956.
Авганистан је трећи пут учествовао на Летњим олимпијским играма у Мелбурну 1956, након што је пропустио игре у Хелсинкију 1952. године. Представљало га је 12 спортиста који су се такмичли у хокеју на трави, од којих се шест такмичило на Олимпијским играма 1948.
На овим играма спортисти Авганистана нису освојили ниједну медаљу.

## Хокеј на трави
Састав репрезентације Авганистана у хокеју на трави на ЛОИ 1956.
1. Ahmad Shah Abouwi
2. Bakhteyar Gulam Mangal
3. Абдул Кадир Нуристани
4. Дин Мохамед Нуристани
5. Јахан Гулам Нуристани
6. Мохамед Амин Нуристани
7. Noor Ullah Nuristani
8. Рамазан Нуристани
9. Ghazi Salah-ud-Din
10. Mohammad Anis Sherzai
11. Khan Nasrullah Totakhail
12. Некјм Јахја

### Група Б
| Плас. | Репрезентација | ИГ | ПОБ | Н | ИЗГ | ГД | ГП | Бод. |  | Индија | Сингапур | Авганистан | Сједињене Америчке Државе |
| ----- | -------------- | -- | --- | - | --- | -- | -- | ---- |  | ------ | -------- | ---------- | ------------------------- |
| 1.    | Индија         | 3  | 3   | 0 | 0   | 36 | 0  | 6    |  | X      | 6:0      | 14:0       | 16:0                      |
| 2.    | Сингапур       | 3  | 2   | 0 | 1   | 11 | 7  | 4    |  | 0:6    | X        | 5:0        | 6:1                       |
| 3.    | Авганистан     | 3  | 1   | 0 | 2   | 5  | 20 | 2    |  | 0:14   | 0:5      | X          | 5:1                       |
| 4.    | САД            | 3  | 0   | 0 | 3   | 2  | 27 | 0    |  | 1:6    | 0:16     | 1:5        | X                         |

У коначном пласмани Авганистан је заузео 11. место.

## Рефњеренце
1. ↑  „Авганистан на ЛОИ 1956. на сајту sports-reference.com”. Архивирано из оригинала 21. 01. 2009. г. Приступљено 06. 07. 2017.